# Чемпіонат світу з легкої атлетики серед юніорів
Чемпіонат світу з легкої атлетики серед юніорів — міжнародне змагання серед спортсменів до 20 років, що проводиться раз на 2 роки Світовою легкою атлетикою. Традиційно проходить у липні-серпні. Вперше відбувся в 1986.

## Формат
У змаганнях беруть участь легкоатлети, які представляють національні федерації, що входять до Світової легкої атлетики.
Програма чемпіонату змінювалась у різні часи та на даний момент включає 45 дисциплін легкої атлетики: біг на 100, 200, 400, 800, 1500, 3000, 5000 метрів, 100 метрів з бар'єрами (жінки), 110 метрів з бар'єрами (чоловіки), 400 метрів з бар'єрами, 3000 метрів з перешкодами, естафетний біг 4×100 та 4×400 метрів (остання проводиться к окремо серед чоловіків та жінок, так і у змішаному форматі, за якого кожна команда складається з 2 чоловіків та 2 жінок), стрибки у висоту, з жердиною, в довжину, потрійний стрибок, штовхання ядра, метання диска, молота, списа, ходьбу на 10000 метрів, семиборство (жінки) та десятиборство (чоловіки).
Всі дисципліни проводяться на легкоатлетичному стадіоні. На відміну від дорослих чемпіонатів, шосейні дисципліни (біг та спортивна ходьба) в програмі юніорської першості відсутні.
Висота бар'єрів та маса снарядів у юніорок не відрізняється від тих, які використовуються жінками на дорослих чемпіонатах. Водночас, в окремих юніорських чоловічих дисциплінах, які представлені у на «юніорських» чемпіонатах, висота бар'єрів є нижчою, а маса снярядів є легшою за «дорослі» аналоги. Так, у юніорському бігу на 110 метрів з бар'єрами висота бар'єрів становить 99,1 см проти 106,7 см у дорослих, маса ядра та молота становить 6 кг та проти 7,26 кг у дорослих, а маса диска (1,75 кг) є на 0,25 кг легшою дорослого снаряду.
Право виступати мають тільки ті спортсмени, чий вік на 31 грудня року проведення турніру становитиме 16, 17, 18 або 19 років.
Від однієї країни в кожному індивідуальному виді можуть вийти на старт до 2 спортсменів, які виконали в установлений період відповідний кваліфікаційний норматив. Країна також може виставити одного спортсмена в кожному індивідуальному вигляді без нормативу. Країна може заявити по одній команді в кожній естафетній дисципліні.

## Чемпіонати
|    | Рік  | Місто-господар | Дати              | Арена                                     |
| -- | ---- | -------------- | ----------------- | ----------------------------------------- |
| 1  | 1986 | Афіни          | 16–20 липня       | Олімпійський стадіон                      |
| 2  | 1988 | Садбері        | 27-31 липня       | Стадіон Лаврентійського університету      |
| 3  | 1990 | Пловдив        | 8-12 серпня       | Стадіон 9 вересня                         |
| 4  | 1992 | Сеул           | 16-20 вересня     | Олімпійський стадіон                      |
| 5  | 1994 | Лісабон        | 20-24 липня       | Стадіон Лісабонського університету        |
| 6  | 1996 | Сідней         | 20-25 серпня      | Легкоатлетичний центр Олімпійського парку |
| 7  | 1998 | Ансі           | 28 липня-2 серпня | Парк де Спорт                             |
| 8  | 2000 | Сантьяго       | 17-22 жовтня      | Національний стадіон                      |
| 9  | 2002 | Кінгстон       | 16-21 липня       | Індепенденс Парк                          |
| 10 | 2004 | Гроссето       | 12-18 липня       | Муніципальний олімпійський стадіон        |
| 11 | 2006 | Пекін          | 15-20 серпня      | Спортивний центр «Чаоян»                  |
| 12 | 2008 | Бидгощ         | 8-13 липня        | Стадіон імені Здзіслава Кшишков'яка       |
| 13 | 2010 | Монктон        | 19-25 липня       | Монктон                                   |
| 14 | 2012 | Барселона      | 10-15 липня       | Олімпійський стадіон ім. Люїса Кумпаньша  |
| 15 | 2014 | Юджин          | 22-27 липня       | Гейворд Філд                              |
| 16 | 2016 | Бидгощ         | 19-24 липня       | Стадіон імені Здзіслава Кшишков'яка       |
| 17 | 2018 | Тампере        | 10-15 липня       | Тампере                                   |
| 18 | 2021 | Найробі        | 18–21 липня       | Міжнародний спортивний центр імені Мої    |
| 19 | 2022 | Калі           | 1-6 серпня        | Паскуаль Герреро                          |
| 20 | 2024 | Ліма           | 26-31 серпня      | Національне олімпійське селище            |
| 21 | 2026 | Юджин          | 4-9 серпня        | Гейворд Філд                              |